# Alyona Kolesnik
Alyona Kolesnik (ur. 29 stycznia 1995) – azerska zapaśniczka walcząca w stylu wolnym. Zajęła piąte miejsce na mistrzostwach świata w 2023 roku.
Złota medalistka mistrzostw Europy w 2024; brązowa w 2017, 2018 i 2019. Trzecia na igrzyskach europejskich w 2019. Wicemistrzyni igrzysk Solidarności Islamskiej w 2017 i 2021. Piąta w indywidualnym Pucharze Świata w 2020. Siódma w Pucharze Świata w 2017. 
Mistrzyni Europy U-23 w 2015, druga w 2016, a trzecia w 2017. Druga na ME juniorów w 2015 roku.